# Constructeur informatique
Pour les articles homonymes, voir constructeur.
 (octobre 2021).
Si vous disposez d'ouvrages ou d'articles de référence ou si vous connaissez des sites web de qualité traitant du thème abordé ici, merci de compléter l'article en donnant les références utiles à sa vérifiabilité et en les liant à la section « Notes et références ».
Un constructeur informatique est une entreprise qui conçoit, développe, produit, commercialise et maintient des plates-formes informatiques, ainsi que les systèmes d'exploitation qui permettent de les faire fonctionner.
Les constructeurs informatiques ont souvent d'autres activités que la construction pure et simple des plateformes et la production des systèmes d'exploitation.

## Domaines d'activité des constructeurs informatiques

### Construction du matériel informatique
La construction du  matériel informatique est un vaste domaine allant du petit (de poche comme les smartphones) au très gros matériel (nécessitant une salle informatique. On peut distinguer aussi :
- le matériel informatique standard ;
- le matériel informatique libre

...
L'informatique regroupe différents domaines d'utilisation ayant chacun leurs constructeurs :
- Bureautique, Information, etc.
- Calcul (dont big data, finance, statistique)
- Automatisme et contrôle de processus

Un ordinateur est souvent décomposé en différents éléments :
- Unité centrale (processeur, mémoire, interfaces avec le monde extérieur) ;
- des périphériques (d'entrée, de sortie ou combiné)

### Sécurité des systèmes d'information
La sécurité des systèmes d'information est une activité essentielle des constructeurs informatiques, car elle constitue un enjeu de souveraineté. Cette forme de sécurité repose sur la sécurité des données, qui est une condition nécessaire de l'interopérabilité des systèmes informatiques, et des systèmes industriels en général (voir Ingénierie des systèmes).
Un constructeur informatique peut jouer le rôle de tiers de confiance, et établir des profils de protection, répondant aux critères de sécurité normalisés.

### Services informatiques
Depuis les années 1990, les constructeurs informatiques ont ajouté dans leurs activités stratégiques les services informatiques.